# Rugosana pullata
Rugosana pullata är en insektsart som beskrevs av Ball 1935. Rugosana pullata ingår i släktet Rugosana och familjen dvärgstritar. Inga underarter finns listade i Catalogue of Life.